# Кампания Надир-шаха в Западной Персии
Кампания Надир-шаха в Западной Персии — экспедиция Надир-шаха по отвоевыванию Западной Персии у турок. Успех кампании был сведен к нулю, когда шах Тахмасп II решил взять командование войсками на себя в отсутствие Надира, заставив тем самым Надира срочно вернуться и исправить ситуацию. Эта ситуация склонила Надира к мысли о свержении Тахмаспа в пользу его малолетнего сына Аббаса III.

## Османская оккупация
Османы вошли в западные районы Персии в начале 1720-х годов, когда афганская династия Хотаков во главе с Мир Махмудом ввела свои войска в восточные земли государства Сефевидов. В решающем сражении вблизи Гулнабада Махмуд одержал победу над гораздо большей персидской армией. Далее Мир Махмуд выступил на персидскую столицу Исфахан, которую он захватил после 6-месячной осады, вызвавшей неслыханные страдания и гибель горожан. Во время хаоса, последовавшего за свержением Сефевидов, Россия и Османская империя поделили персидские земли на Кавказе, а турки заняли и западную Персию.
Вскоре внутри династии Хотаков произошел переворот, и Мир Махмуда сменил его двоюродный брат Ашраф-шах. Он двинулся на запад, чтобы положить конец любому дальнейшему расширению османами своих территорий, и, к удивлению многих, добился успеха. Однако военные успехи были нивелированы дипломатией: на переговорах османы согласились признать Ашрафа в качестве законного персидского правителя лишь в обмен на признание Ашрафом османского владычества на Кавказе и в западной Персии.
Когда Надир и Ашраф сошлись в борьбе за престол, османы поддержали Ашраф против сефевидских лоялистов: они решили, что победа амбициозного и талантливого генерала Надира не сулит ничего хорошего для османов в деле удержания ими вновь приобретенных провинций. Несмотря на поддержку Ашрафа турками, Надиру все-таки удалось полностью уничтожить силы Ашрафа в многочисленных сражениях, которые привели к восстановлению государства Сефевидов под номинальной властью Тахмаспа II. Опасения Стамбула быстро воплотились в жизнь, однако турки, уже десять лет укреплявшиеся на западе Персии, не собирались сдаваться без боя.

## Надир движется на Нахаванд
9 марта 1730 года персидская армия вышла из Шираза, где она отпраздновала новый год (Новруз), и форсированным маршем отправилась на запад, в надежде застать османов врасплох. Достигнув османской крепости Нахаванд в Луристане, Надир атаковал и обратил в бегство турецкие войска, которые бежали к Хамадану, где, оправившись от первоначального шока и паники, они перегруппировались и расположились в долине реки Малайер, рассчитывая дать бой персам, когда те пойдут на Хамадан.

## Битва в долине реки Малайер

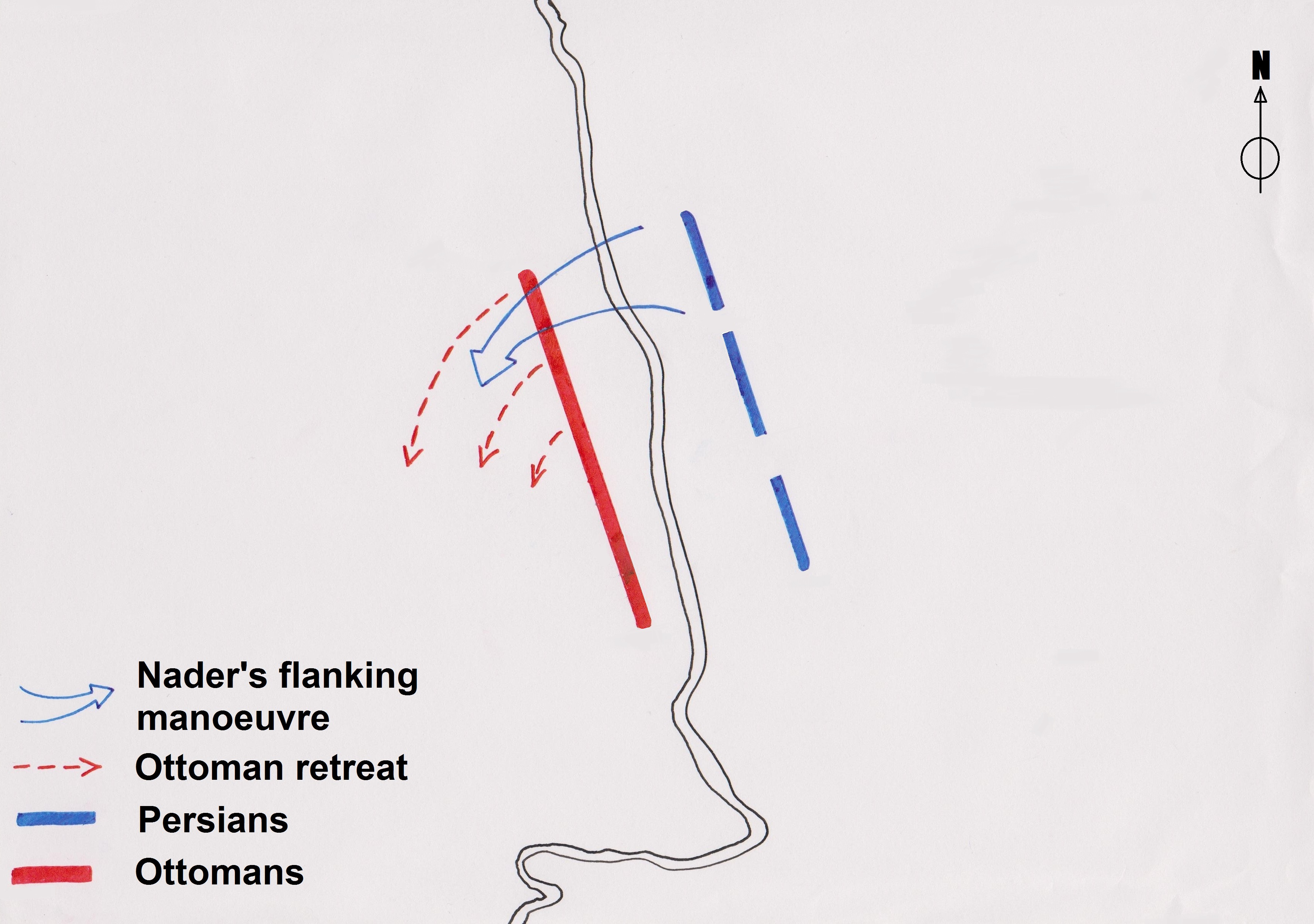
Схема битвы при Малайере

Османская армия представляла собой абсолютно иной тип противника, в сравнении с теми, с которыми персидская армия сталкивалась до того момента. Афганские и племенные противники Надира были почти полностью лишены какой-либо пехоты и артиллерийских частей и состояли почти исключительно из всадников. Ныне Надир имел дело с противником, который во многом отражал состав персидской армии по структуре.
Турки выстроились параллельно реке Малайер, протекающей через долину, а на противоположном берегу Надир развернул своих людей в три подразделения, взяв на себя командование центром. По мере того, как две армии приблизились друг к другу на расстояние ружейного выстрела, началась перестрелка, долину заволокло дымом от залпов артиллерии. Под этой завесой дыма Надир инициировал смелую атаку своего правого крыла.
Он отдал приказ начать атаку через ручей на правом фланге. Персы появились из вздымающихся облаков дыма, который скрыл их наступление. Застигнутые врасплох турки не смогли сдержать натиска. В разгоревшейся рукопашной турецкие генералы не смогли грамотно подтянуть резервы. Персы с правого фланга стали углубляться в турецкие ряды, гибель знаменосца турецкой армии деморализовала солдат и они побежали. Персидская конница устремилась в погоню, убив и пленив большое количество турок. Победа открыла Надиру дорогу к Хамадану.

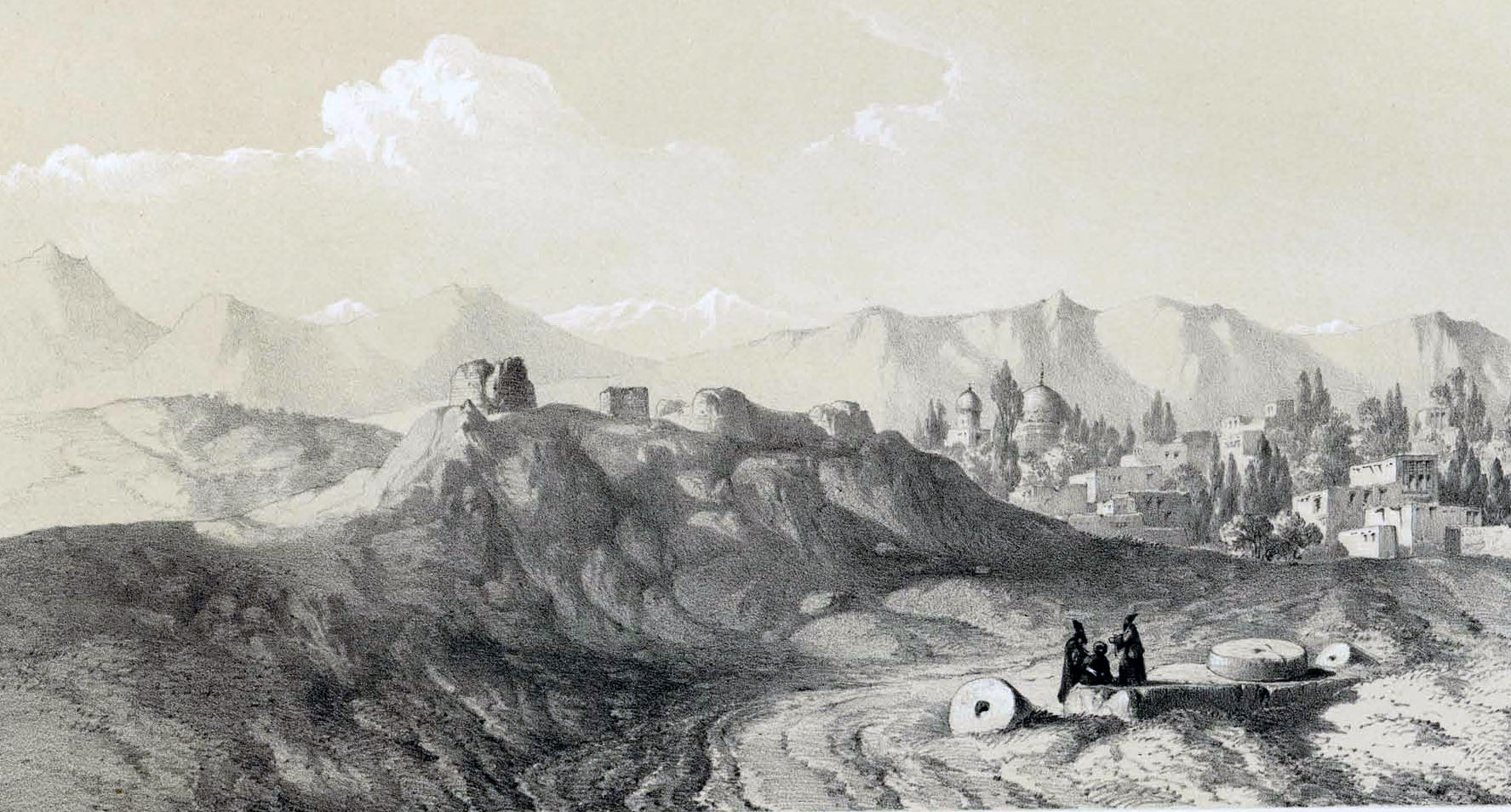
Место битвы при Малайере и дорога на Хамадан

## Последствия
После освобождения Хамадана, в котором к тому времени содержались в тюрьмах 10000 персидских воинов, Надир занял Керманшах, тем самым освобождив большие территории западной Персии от османского владычества. Далее он двинул свою армию в Азербайджан, где взял Тебриз 12 августа. Турецкие пленники были помилованы, Надир освободил многих из пашей, отправив их с предложением мира в Стамбул. В молниеносной кампании Надир смог вернуть все основные провинции Персидской глубинки.